# Zorán Sztevanovity
 (octobre 2015).
Zorán Sztevanovity (né sous le nom de Zoran Stevanovič) est un chanteur et guitariste hongrois d'origine serbe, né à Belgrade en 1942. Installé avec sa famille diplomate en mission à Budapest à partir de 1948, il reste définitivement en Hongrie par la suite avec sa famille pour des raisons politiques.
Il crée en 1960 le groupe Zenith puis Metro en 1961 et sa carrière démarre en 1962 lors du concours Ki mit tud? retransmis par la télévision hongroise où il remporte un premier prix. En 1991, paraît sa chanson A szerelemnek múlnia kell (L'amour doit passer) qui rencontre immédiatement un grand succès.
À partir de 1993, il est le premier en Hongrie à commencer des tournées, avec le concert Unplugged. Depuis il continue à donner des concerts et reste l'un des chanteurs hongrois les plus populaires.